# Sarek (öl)
Sarek är en ölsort, ljus lager, bryggd av Carlsberg. Ölet har fått sitt namn efter den lappländska nationalparken Sarek och etiketten pryds med en bild av fjälltoppar och sjöar. Sarek introducerades på marknaden våren 2006.